# Petrova (Maramureș)
Petrova (ukrainisch Петрова Petrowa, ungarisch Petrova) ist eine Gemeinde im Kreis Maramureș im Norden Rumäniens.

## Geografische Lage
Das Dorf liegt an der Nationalstraße DN18, etwa in der Mitte zwischen Sighetu Marmației und Vișeu de Sus. Die Kreisstraße (drum județean) DJ 185 zweigt etwa in der Ortsmitte nach Valea Vișeului ab. Entlang des Dorfes fließt der Fluss Vișeu.
Der Bahnhof ist an die Bahnstrecke Valea Vișeului–Borșa angebunden.

## Geschichte
Der Ort Petrova wurde erstmals 1385 als villa Viso inferiori; 1411 unter der Bezeichnung Petrowa urkundlich erwähnt.
Am 16. Juli 1930 stießen zwischen Petrova und Bistra ein Güter- und ein Personenzug zusammen. 22 Menschen starben.

## Sehenswürdigkeiten
- Orthodoxe Kirche

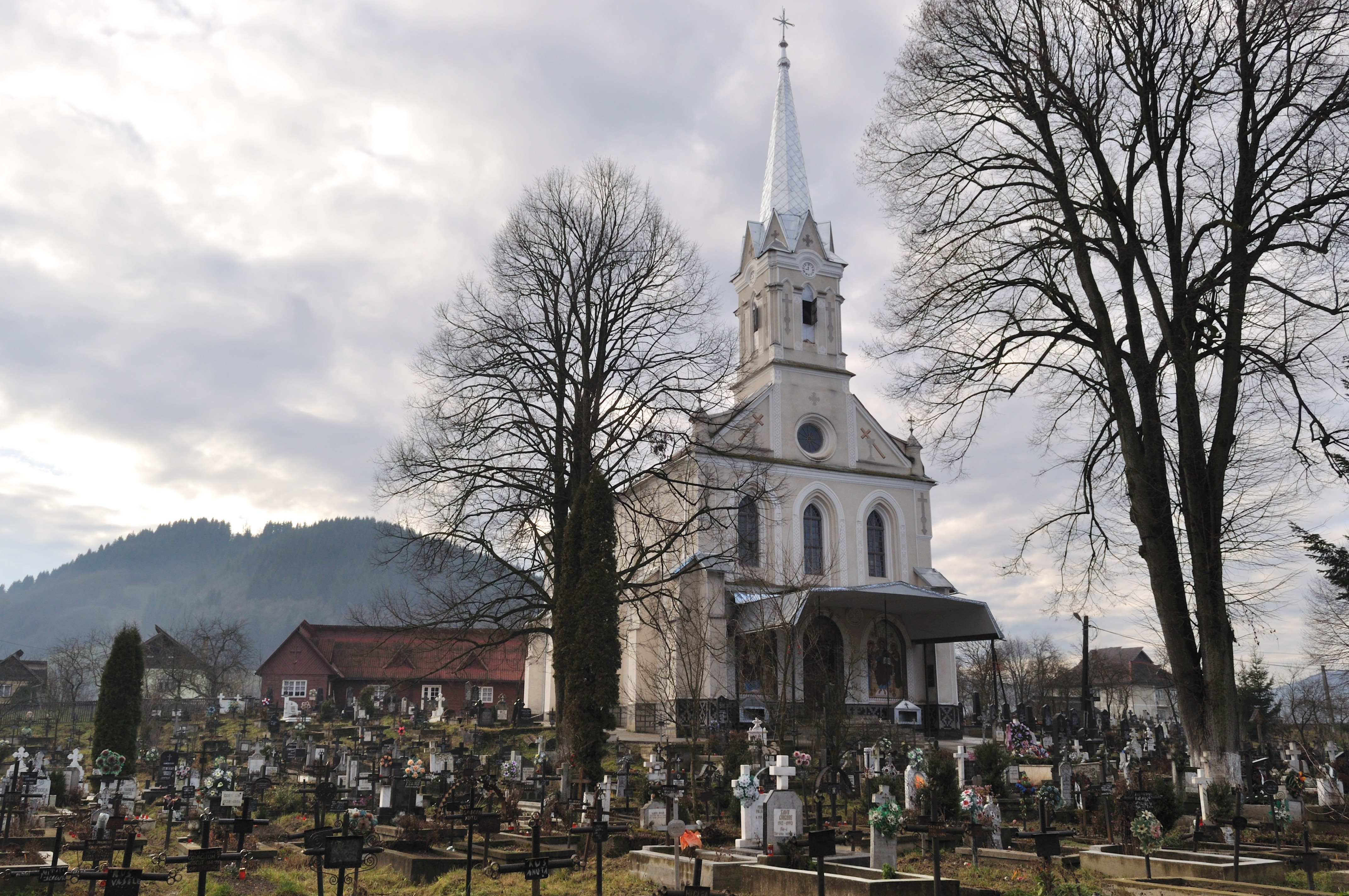
Die Kirche von Petrova
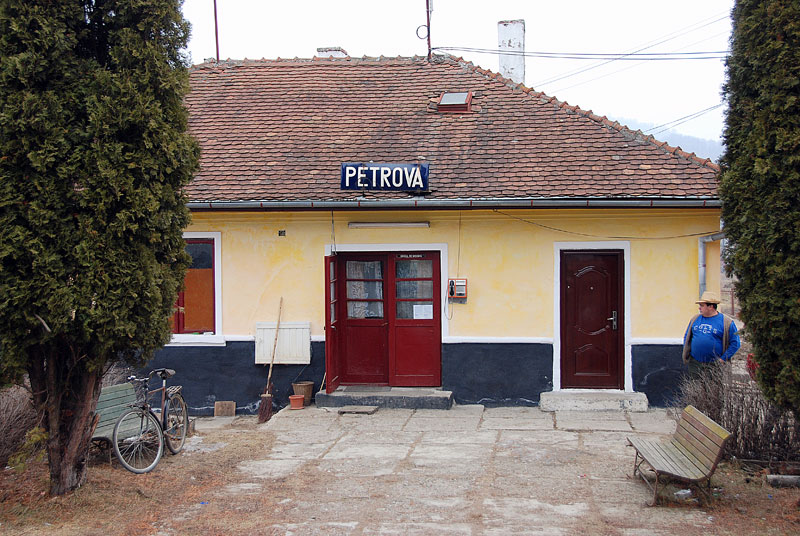
Bahnhof von Petrova
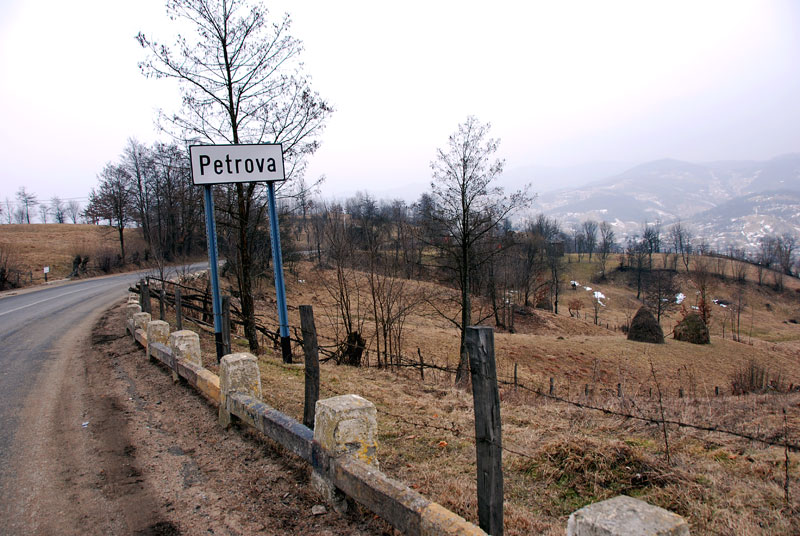
Ortseingang aus Richtung Sighetu Marmației
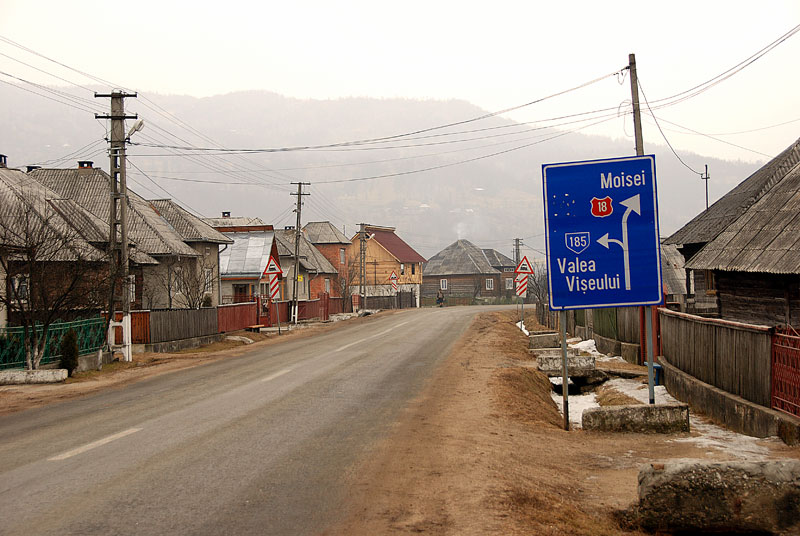
Wegweiser nach Valea Vișeului